# RCW 159
RCW 159 è una resto di supernova visibile nella costellazione del Sagittario.
Si individua circa un grado a est della ben nota Nebulosa Omega (M17), in un campo ricchissimo della Via Lattea, oscurato in parte da dense nubi di polveri. Trovandosi a declinazioni moderatamente australi, la sua osservazione è leggermente più semplice dalle regioni dell'emisfero australe terrestre, mentre dall'emisfero boreale può essere osservata senza difficoltà a sud del 70º parallelo nord.
Si tratterebbe di un resto di supernova, situato probabilmente in corrispondenza del Braccio Scudo-Croce a una distanza di circa 5700 parsec (18600 anni luce) dal sistema solare; possiede una forma vagamente triangolare e appare parzialmente oscurata da polveri oscure.